# Hawkman
Hawkman là tên của một số nhân vật siêu anh hùng hư cấu xuất hiện trong truyện tranh của Mỹ, được xuất bản bởi DC Comics. Nhân vật được tạo ra bởi Gardner Fox và Dennis Neville. Hawkman đầu tiên xuất hiện trong Flash Comics #1, xuất bản bởi All-American Publications vào năm 1940.
Một số hóa thân của Hawkman đã xuất hiện trong DC Comics, tất cả đều có đặc điểm là sử dụng vũ khí cổ xưa và có đôi cánh nhân tạo lớn, gắn với dây nịt làm từ kim loại thứ N đặc biệt cho phép bay. Hầu hết các hóa thân của Hawkman đều hợp tác chặt chẽ với một đối tác / mối quan tâm lãng mạn tên là Hawkgirl hoặc Hawkwoman .
Hawkman thường được mô tả là nhà khảo cổ học con người Carter Hall — hóa thân thời hiện đại của một hoàng tử Ai Cập cổ đại tên là Khufu — hoặc là cảnh sát Thanagarian Katar Hol từ hành tinh Thanagar. Nhân vật này thường được coi là có một trong những câu chuyện hậu trường khó hiểu nhất so với bất kỳ nhân vật nào trong DC Comics, do một loạt các phát minh lại trong những năm sau loạt phim Crisis on Infinite Earths năm 1985 của DC . Một số nhà văn đã cố gắng tích hợp Carter Hall và Katar Hol vào một câu chuyện bằng cách liên kết những người ngoài hành tinh Thanagarian với lời nguyền Ai Cập khiến Hawkman tái sinh định kỳ trong suốt lịch sử nhân loại, hoặc bằng cách sử dụng Carter Hall làm bí danh của Katar Hol, hoặc mô tả sự hợp nhất của Carter và Katar thành một bản thể.
Nhân vật này đã được chuyển thể trên các phương tiện truyền thông khác nhiều lần, với sự xuất hiện đáng kể trong phim hoạt hình Justice League Unlimited, có Hawkgirl đóng vai chính, cũng như một số Phim hoạt hình gốc của Vũ trụ DC.
Trong hành động trực tiếp, nhân vật lần đầu tiên xuất hiện trên màn ảnh trong hai phần phim truyền hình đặc biệt Huyền thoại về các siêu anh hùng năm 1979 của Bill Nuckols xuất hiện cùng với Adam West và Burt Ward với tư cách là đồng minh Batman và Robin. Hawkman sau đó được Michael Shanks thủ vai trong Smallville và Falk Hentschel trong dòng phim Arrowverse của The CW , với cả hai phiên bản đều thiên về phiên bản Ai Cập cổ đại của nhân vật. Hawkman ra mắt điện ảnh và được Aldis Hodge thủ vai trong Black Adam năm 2022 lấy bối cảnh trong Vũ trụ Mở rộng DC (DCEU).